# Sargus gselli
Sargus gselli är en tvåvingeart som beskrevs av Hill 1919. Sargus gselli ingår i släktet Sargus och familjen vapenflugor. Inga underarter finns listade i Catalogue of Life.